# Janez Tavčar (duhovnik)
Janez Tavčar, slovenski rimskokatoliški duhovnik in skladatelj, * 4. april 1843, Podgora, † 8. februar 1916, Šinkov Turn.

## Življenje in delo
Rodil se je očetu zemljaku Luki in Mariji (rojeni Gladek). Teologijo je študiral v Ljubljani med 1867 in 1871. Potem je bil kaplan v Planini, na Breznici in v Radovljici. Med 1882 in 1883 je bil župnijski upravitelj v Beli Peči, med 1883 in 1901 župnik v Lešah, kjer je prenovil župnijsko cerkev. Po upokojitvi je živel na Blejski Dobravi in Šinkovem Turnu.
Navdušil se je za cecilijansko prenovo glasbe. V prvem letniku Cerkvenega glasbenika (1878) je objavljal dopise o stanju na pevskih korih po Gorenjskem. Kasneje je še sodeloval z objavami v istem listu. Uglasbil je nekaj pesmi.